# Шеиков бриљант
„Шеиков бриљант” је југословенски анимирани кратки филм из 1962. године. Режирао га је Павле Радимири а сценарио је написао Владимир Тадеј.

## Улоге
| Глумац         | Улога                  |
| -------------- | ---------------------- |
| Младен Шермент | Инспектор Маска (глас) |